# Jesús Gruber
Jesús Gruber Huncal (Ciudad Bolívar, 22 maggio 1936 – Caracas, 17 marzo 2021) è stato uno schermidore venezuelano.

## Biografia
Ha partecipato ai Giochi della XVII Olimpiade di Roma nel 1960.

## Palmarès
In carriera ha conseguito i seguenti risultati:
- Giochi panamericani:

Chicago 1959: argento nel fioretto a squadre.
San Paolo 1963: bronzo nel fioretto a squadre.